# Guarayoszaunkönig
Der Guarayoszaunkönig (Cantorchilus guarayanus) ist eine Vogelart aus der Familie der Zaunkönige (Troglodytidae), die in Bolivien, Brasilien und Paraguay verbreitet ist. Der Bestand wird von der IUCN als nicht gefährdet (Least Concern) eingeschätzt. Die Art gilt als monotypisch.

## Merkmale
Der Guarayoszaunkönig erreicht eine Körperlänge von etwa 13,5 cm bei einem Gewicht von 13,0 bis 14,0 g. Hinter dem Auge hat er einen engen weißen Augenstreif. Die Ohrdecken sind grauweiß und schwarz gesprenkelt. Der Oberkopf und die Oberseite sind durchgängig mittelbraun, eine Färbung, die am Hinterrücken und Bürzel ins Rötliche übergeht. Die Handschwingen, die Armschwingen und die Oberflügeldecken sind rötlich braun mit engen schwärzlichen Streifen. Die rötlichen braunen Steuerfedern weisen zehn bis zwölf scharf abgegrenzte schwarze Binden auf. Das Kinn ist weiß mit engem schwärzlichem Bartstreif und weißem Hintergrund. Die Brust wirkt warm orange-gelbbraun, der Bauch und der Steißbereich kräftig orange-gelbbraun. Die Augen sind haselnussbraun, der Oberschnabel schwarz, der Unterschnabel und die Beine bleifarben glänzend. Beide Geschlechter ähneln sich. Jungtiere unterscheiden sich von erwachsenen Vögeln durch weniger klar gezeichnete Markierungen im Gesicht. Vom sehr ähnlichen Weißohr-Zaunkönig (Cantorchilus leucotis) unterscheidet er sich durch mehr gelbbraune Färbung an der Kehle, weniger rötlich auf der Oberseite und unauffälliger Markierung im Backenbereich.

## Verhalten und Ernährung
Wenig ist über die Ernährung des Guarayoszaunkönigs bekannt. In der Trockenzeit sucht er paarweise nach Futter, nach der Brut in Familiengruppen von bis zu vier Mitgliedern. Er sucht sein Futter in zwei bis vier Metern über dem Boden, manchmal sogar in Höhen bis zu 10 Metern. Dabei bewegt er sich in dichter Schlingpflanzenvegetation.

## Lautäußerungen
Der Gesang des Guarayoszaunkönigs besteht aus antiphonischen Tönen beider Geschlechter. Das Männchen gibt dabei eine wiederholte Serie von Tönen von sich, die z. B. wie tschirilo-tscholi oder schneller wie tschililililoo klingen. Das Weibchen gibt ein pew-pew, pew-pew dazu. Der Gesang klingt deutlich einfacher, als der des Weißohr-Zaunkönigs. Alarmrufe beinhalten pew-pew-Töne, die oft wiederholt werden sowie verschiedene raue klickende Laute.

## Fortpflanzung
Es liegen wenig Daten zu Brutbiologie des Guarayoszaunkönigs vor. Nur wenige Nester wurden beschrieben. In Bolivien fand man spät im Januar ein Nest mit Eiern. Das Nest hatte eine eher zarte Kugelform mit Seiteneingang. Es war aus feinem Gras und Wurzelhärchen von Ameisenbäumen (Cecropia) gebaut. Die Blätter nutzte er nicht zum Bau. Das Nest ist weit weniger stabil, als das des Wangenstreif-Zaunkönigs (Pheugopedius genibarbis). Das Nest wird in ca. ein bis drei Meter im Unkraut, in Büschen oder auf der Stachelbasis kleiner Palmen angebracht, manchmal über Wasser. Ein Gelege besteht aus zwei weißen Eiern mit feinen Flecken am dickeren Ende des Eies. Gelegentlich nutzt der Seidenkuhstärling (Molothrus bonariensis) sein Nest als Brutparasit.

## Verbreitung und Lebensraum
Der Guarayoszaunkönig bevorzugt Várzea-Gestrüpplandschaften sowie Sekundärvegetation meist in der Nähe von Wasser. Er bewegt sich in Höhenlagen bis 400 Metern.

## Migration
Es wird vermutet, dass der Guarayoszaunkönig ein Standvogel ist.

## Etymologie und Forschungsgeschichte
Die Erstbeschreibung des Guarayoszaunkönigs erfolgte 1837 durch Alcide Dessalines d’Orbigny und Frédéric de Lafresnaye unter dem wissenschaftlichen Namen Troglodytes guarayana. Das Typusexemplar stammte aus der Provinz Guarayos. 2006 führte Nigel Ian Mann, Frederick Keith Barker, Jefferson Alden Graves, Kimberly Anne Dingess-Mann und Peter James Bramwell Slater die für die Wissenschaft neue Gattung Cantorchilus ein. Dieser Name leitet sich von »cantus« für »Lied« und »orkhilos ορχιλος« für »Zaunkönig« ab. Der Artname »guarayanus« bezieht sich auf den Fundort des Typusexemplars.